# Curt Citron
 Curt Citron (* 24. Juli 1878 in Berent/Westpreußen; † 1957 in Freiburg) war ein deutscher Reichsgerichtsrat.

## Leben
Im Ersten Weltkrieg war er Kriegsgerichtsrat. In der Weimarer Republik wurde er 1919 Amtsgerichtsrat und im gleichen Jahr Hilfsrichter beim OLG Frankfurt/M. 1921 wurde er Oberlandesgerichtsrat beim OLG Stettin. Am 1. Juni 1928 wurde er Reichsgerichtsrat. Er trat 1933 in den Ruhestand aus gesundheitlichen Gründen und zog nach Freiburg.
Als religiöses Bekenntnis wird angegeben, dass er seit 1889 „freimosaisch“ war und zum evangelischen Glauben konvertierte. Er war nach 1933 in einer „privilegierten Mischehe“ und wurde aus Altersgründen von der Deportation nach Theresienstadt verschont.
Der Physiker Anselm Citron (1923–2014) ist sein Sohn.

## Veröffentlichungen
- Das Recht an Klang und Geste, DJZ 1901, 67.
- Zur Genossenschaftsfirma, DJZ 1909, Sp. 1203 f.
- Unpfändbarkeit einer Alternative bei Wahlschuld, DJZ 1910, Sp. 196 ff.
- Gratifikationsvereinbarungen, DJZ 1914, Sp. 365 f.
- Vergesellschaftung des Geistigen Eigentums, DJZ 1919, Sp. 673 f.
- Grundlage des Einzelarbeitsrechts, Schauenburg 1949 (mit Philipp Hessel).